# Grande Prêmio de Indianápolis de 2015 (MotoGP)
O Grande Prêmio da MotoGP de Indianápolis de 2015 ocorreu em 09 de agosto.

## Resultados

### Classificação MotoGP
| Pos | Piloto           | Equipe                      | Moto    | Tempo     | Pontos |
| --- | ---------------- | --------------------------- | ------- | --------- | ------ |
| 1   | Marc Marquez     | Repsol Honda Team           | Honda   | 41'55.371 | 25     |
| 2   | Jorge Lorenzo    | Movistar Yamaha MotoGP      | Yamaha  | +0.688    | 20     |
| 3   | Valentino Rossi  | Movistar Yamaha MotoGP      | Yamaha  | +5.966    | 16     |
| 4   | Dani Pedrosa     | Repsol Honda Team           | Honda   | +6.147    | 13     |
| 5   | Andrea Iannone   | Ducati Team                 | Ducati  | +21.528   | 11     |
| 6   | Bradley Smith    | Monster Yamaha Tech 3       | Yamaha  | +21.751   | 10     |
| 7   | Pol Espargaro    | Monster Yamaha Tech 3       | Yamaha  | +30.378   | 9      |
| 8   | Cal Crutchlow    | CWM LCR Honda               | Honda   | +31.607   | 8      |
| 9   | Andrea Dovizioso | Ducati Team                 | Ducati  | +32.821   | 7      |
| 10  | Danilo Petrucci  | Octo Pramac Racing          | Ducati  | +34.517   | 6      |
| 11  | Maverick Viñales | Team SUZUKI ECSTAR          | Suzuki  | +39.010   | 5      |
| 12  | Yonny Hernandez  | Octo Pramac Racing          | Ducati  | +41.815   | 4      |
| 13  | Scott Redding    | EG 0,0 Marc VDS             | Honda   | +50.209   | 3      |
| 14  | Aleix Espargaro  | Team SUZUKI ECSTAR          | Suzuki  | +1'00.465 | 2      |
| 15  | Hector Barbera   | Avintia Racing              | Ducati  | +1'04.147 | 1      |
| 16  | Nicky Hayden     | Aspar MotoGP Team           | Honda   | +1'05.066 | 0      |
| 17  | Mike Di Meglio   | Avintia Racing              | Ducati  | +1'06.941 | 0      |
| 18  | Alvaro Bautista  | Aprilia Racing Team Gresini | Aprilia | +1'13.862 | 0      |
| 19  | Eugene Laverty   | Aspar MotoGP Team           | Honda   | +1'18.706 | 0      |
| 20  | Stefan Bradl     | Aprilia Racing Team Gresini | Aprilia | +1'19.730 | 0      |
| 21  | Alex De Angelis  | E-Motion IodaRacing Team    | ART     | +1'19.882 | 0      |
| 22  | Toni Elias       | AB Motoracing               | Honda   | +1'19.934 | 0      |

### Classificação Moto2
| Pos | Piloto             | Equipe                         | Moto     | Tempo     | Pontos |
| --- | ------------------ | ------------------------------ | -------- | --------- | ------ |
| 1   | Alex Rins          | Paginas Amarillas HP 40        | Kalex    | 41'18.866 | 25     |
| 2   | Johann Zarco       | Ajo Motorsport                 | Kalex    | +0.482    | 20     |
| 3   | Franco Morbidelli  | Italtrans Racing Team          | Kalex    | +0.888    | 16     |
| 4   | Dominique Aegerter | Technomag Racing Interwetten   | Kalex    | +1.719    | 13     |
| 5   | Tito Rabat         | EG 0,0 Marc VDS                | Kalex    | +2.963    | 11     |
| 6   | Thomas Luthi       | Derendinger Racing Interwetten | Kalex    | +3.478    | 10     |
| 7   | Axel Pons          | AGR Team                       | Kalex    | +5.064    | 9      |
| 8   | Xavier Simeon      | Federal Oil Gresini Moto2      | Kalex    | +7.562    | 8      |
| 9   | Takaaki Nakagami   | IDEMITSU Honda Team Asia       | Kalex    | +9.316    | 7      |
| 10  | Alex Marquez       | EG 0,0 Marc VDS                | Kalex    | +9.801    | 6      |
| 11  | Azlan Shah         | IDEMITSU Honda Team Asia       | Kalex    | +9.899    | 5      |
| 12  | Jonas Folger       | AGR Team                       | Kalex    | +10.108   | 4      |
| 13  | Anthony West       | QMMF Racing Team               | Speed Up | +17.106   | 3      |
| 14  | Marcel Schrotter   | Tech 3                         | Tech 3   | +25.187   | 2      |
| 15  | Robin Mulhauser    | Technomag Racing Interwetten   | Kalex    | +32.587   | 1      |
| 16  | Luis Salom         | Paginas Amarillas HP 40        | Kalex    | +37.611   | 0      |
| 17  | Jesko Raffin       | sports-millions-EMWE-SAG       | Kalex    | +38.889   | 0      |
| 18  | Thitipong Warokorn | APH PTT The Pizza SAG          | Kalex    | +49.094   | 0      |
| 19  | Florian Alt        | E-Motion IodaRacing Team       | Suter    | +59.167   | 0      |

### Classificação Moto3
| Pos | Piloto              | Equipe                     | Moto      | Tempo     | Pontos |
| --- | ------------------- | -------------------------- | --------- | --------- | ------ |
| 1   | Livio Loi           | RW Racing GP               | Honda     | 40'50.747 | 25     |
| 2   | John Mcphee         | SAXOPRINT RTG              | Honda     | +38.860   | 20     |
| 3   | Philipp Oettl       | Schedl GP Racing           | KTM       | +57.781   | 16     |
| 4   | Romano Fenati       | SKY Racing Team VR46       | KTM       | +1'15.296 | 13     |
| 5   | Isaac Viñales       | RBA Racing Team            | KTM       | +1'19.814 | 11     |
| 6   | Enea Bastianini     | Gresini Racing Team Moto3  | Honda     | +1'23.801 | 10     |
| 7   | Niccolò Antonelli   | Ongetta-Rivacold           | Honda     | +1'24.586 | 9      |
| 8   | Brad Binder         | Red Bull KTM Ajo           | KTM       | +1'24.659 | 8      |
| 9   | Jorge Navarro       | Estrella Galicia 0,0       | Honda     | +1'25.292 | 7      |
| 10  | Jorge Martin        | MAPFRE Team MAHINDRA       | Mahindra  | +1'35.105 | 6      |
| 11  | Fabio Quartararo    | Estrella Galicia 0,0       | Honda     | +1'35.784 | 5      |
| 12  | Karel Hanika        | Red Bull KTM Ajo           | KTM       | +1'35.801 | 4      |
| 13  | Andrea Locatelli    | Gresini Racing Team Moto3  | Honda     | +1'35.913 | 3      |
| 14  | Jules Danilo        | Ongetta-Rivacold           | Honda     | +1'36.059 | 2      |
| 15  | Miguel Oliveira     | Red Bull KTM Ajo           | KTM       | +1'43.203 | 1      |
| 16  | Alessandro Tonucci  | Outox Reset Drink Team     | Mahindra  | +1'49.006 | 0      |
| 17  | Remy Gardner        | CIP                        | Mahindra  | 1 volta   | 0      |
| 18  | Juanfran Guevara    | MAPFRE Team MAHINDRA       | Mahindra  | 1 volta   | 0      |
| 19  | Stefano Manzi       | San Carlo Team Italia      | Mahindra  | 1 volta   | 0      |
| 20  | Andrea Migno        | SKY Racing Team VR46       | KTM       | 1 volta   | 0      |
| 21  | Danny Kent          | Leopard Racing             | Honda     | 1 volta   | 0      |
| 22  | Jakub Kornfeil      | Drive M7 SIC               | KTM       | 1 volta   | 0      |
| 23  | Tatsuki Suzuki      | CIP                        | Mahindra  | 1 volta   | 0      |
| 24  | Maria Herrera       | Husqvarna Factory Laglisse | Husqvarna | 1 volta   | 0      |
| 25  | Zulfahmi Khairuddin | Drive M7 SIC               | KTM       | 1 volta   | 0      |
| 26  | Hiroki Ono          | Leopard Racing             | Honda     | 1 volta   | 0      |
| 27  | Darryn Binder       | Outox Reset Drink Team     | Mahindra  | 1 volta   | 0      |
| 28  | Lorenzo Dalla Porta | Husqvarna Factory Laglisse | Husqvarna | 1 volta   | 0      |
| 29  | Matteo Ferrari      | San Carlo Team Italia      | Mahindra  | 1 volta   | 0      |
| 30  | Niklas Ajo          | RBA Racing Team            | KTM       | 1 volta   | 0      |
| 31  | Gabriel Rodrigo     | RBA Racing Team            | KTM       | 1 volta   | 0      |
| 32  | Alexis Masbou       | SAXOPRINT RTG              | Honda     | 1 volta   | 0      |